# 榊原徹
榊原 徹（さかきばら とおる）は、日本のクラシック音楽の指揮者。

## 略歴
東京都出身。4歳よりヤマハにて音楽教育を受け、エレクトーンを学ぶ。都立高校を経て東京藝術大学音楽学部器楽科（トロンボーン）卒。トロンボーンを伊藤清、永濱幸雄、アロイス・バンブーラ（Alois Bambula）に、指揮を松尾葉子、ルドルフ・ビーブル（Rudolf Bibl）に師事。在学中から演奏活動と指揮をはじめる。
1989年に渡独し西ベルリンに在住。元ベルリン・フィルハーモニー管弦楽団のS.Cieslikに師事し、室内楽をベルリン藝術大学にてJ.ドムスに師事。ベルリン放送交響楽団（現在のベルリン・ドイツ交響楽団）、ベルリン交響楽団をはじめ、室内楽、教会音楽、現代音楽の分野においても指揮活動を行い、モンテプルチャーノ国際芸術祭（Cantiere Internazionale d'Arte di Montepulciano）等に出演。
1991年に帰国後、オーケストラの指揮や舞台芸術の音楽監督を中心に活動。特にオペレッタの分野を得意とし、ハンガリー、オーストリア、日本で、故ルドルフ・ビーブル、故ヴァーラディ・カタリン（Varadi Katalin）などの助手も務める。日本オペレッタ協会音楽監督、新国立劇場合唱指揮者、ウィーン国連オーケストラの日本音楽監督なども務める。２回に亘り参加した英国のギルバート＆サリヴァ・フェスティバルでは、2006年にプロデュースい指揮したオペラ＜ミカド＞でマンチェスタ・イヴニング・ニュース紙の年間最高エンターテイメント賞を受賞している。そのほかバレエ指揮者としてもチャイコフスキー以下、主要30作品を指揮している。
邦人オペラでは三木 稔作品の初演を多く務めている。指揮、演奏以外ではプロデュースも多い。現代邦楽においては、日本音楽集団、邦楽創造集団オーラJなどを指揮し文化庁芸術祭参加なども多い。洋楽と邦楽両分野に於いて専門的な知識を合わせ持つ演奏家でありプロデューサーとして、全国の舞台芸術に参画し文化芸術振興を行っている。
オペラシアター歌座、結アンサンブル、東京歌劇座、東京劇場管弦楽団等の音楽監督と指揮者、狛江市文化振興事業団理事、FMコマエ＜コマエ・クラシックラウンジ＞パーソナリティ、神奈川フィルハーモニー管弦楽団　常務理事として音楽主幹を務める。2016年以降の神奈川フィル公演全てに携わる。
2023年1月11日より開始された日本テレビ系「水曜ドラマ」リバーサルオーケストラ オーケストラ監督